# Condado de Namur

Escudo del condado-marquesado de Namur

Durante algo más de cinco siglos  (907 a 1421) el condado de Namur fue una posesión territorial hereditaria casi autónoma, pero relevante dentro del Sacro Imperio Germánico. Fue gobernada por las casa de Namur (946-1196), Henao (1196-1212), Courtenay (1212-1263) y Flandes (1263-1429). Después de la venta del condado a Felipe el Bueno por parte de Juan III en 1421, el título pasa a la casa de Borgoña y luego a la de Habsburgo españoles y austriacos.
En el siglo IX es parte del Pagus Lomacensis, una de las divisiones administrativas del Imperio Carolingio. Namur, junto al río Mosa, quedó como el resto de un territorio propiedad de la Iglesia y de señores feudales. El condado de Namur perteneció al Sacro Imperio Romano Germánico, territorio entre el obispado de Lieja, el ducado de Brabante y el condado de Henao. Comprendía las villas de Namur, Charleroi, Givet, Bouvignes, Mariembourg (Couvin) y Fleurus y se correspondía con la actual provincia belga de Namur.

## Época carolingia
Namur era una parte del condado carolingio de Lomme en 832. 
- Gislebert de Maasgau, nacido hacia el 825 en Hainaut (Hennegau o Henao), conde de Maasgau en el 841, conde de Lommegau en el 866. En 846, seduce y casa con Ermengarda, hija del emperador Lotario I († 855). El matrimonio es reconocido en el 849. Muere en el 892.
- Bérenger, conde de Lommegau, conde de Maifeld. Bérenger esposó con una hija de Régnier I († 915), conde de Hainaut. Muerto entre el 937 y el 946.

## Casa de Namur
- Roberto I de Namur (+ h. 974), pariente del anterior. 
"... es el conde Roberto I (946-974) considerado el verdadero fundador dela casa de Namur."[1] Se cree que tuvo al menos tres hijos, entre ellos su sucesor.
- Alberto I de Namur, gobierna de 992 al 1010, hijo del anterior. Casó con Adélaide/Ermengarde (975 † ap.1012), hija de Carlos de Baja Lorena, duque de Baja Lorena. En 992 el emperador Otón III le inviste con el antiguo Lommegau, primer conde de Namur.
- Roberto II de Namur, conde de 1010 a 1018?, hijo del anterior.
- Alberto II de Namur, conde de 1018? a 1063, hermano del anterior, casó con Regelinde (1012 † ap.1067), hija de Gotelon I de Verdun, duque de Baja y Alta Lorena
- Alberto III de Namur, conde de 1063 a 1102, hijo del anterior, casó con Ida de Saxe (1035 † 1102), viuda de Federico de Luxemburgo, duque de Baja Lorena
- Godofredo de Namur, conde de 1102 a 1139, (1067 † 1139), hijo del anterior, casó en primeras nupcias con  (1087) Sibylle, hija de Roger, conde de Porcien; en segundas nupcias con (1109) Ermesinda de Luxemburgo (1075 † 1143), hija de Conrado, conde de Luxembourg y de Clémence de Aquitania
- Enrique IV de Luxemburgo, conde de 1139 a 1189, (1112 † 1196), igualmente conde de Durbuy, de La Roche y de Luxemburgo, hijo del anterior, casó con (1157) Laurette de Alsacia († 1175), hija de Teodorico de Alsacia, conde de Flandes y de Margarita de Clermont; en segundas nupcias casó con (1171) Agnès de Güeldres, hija de Enrique, conde de Güeldres, y de Agnès d'Arnstein. Sin descendencia, vende sus tierras en vida a su cuñado Balduino IV de Henao, y después a su sobrino Balduino V. Cuando nace su hija quiere anular la venta pero Balduino V no lo consiente y le vence (1190).

- Alicia de Namur († 1169), hermana de Enrique IV, casó con Balduino IV de Henao (1108-1171)

## Casa de Hainaut (Henao)
- Balduino V de Henao (r. 1189 – 1195), (1150 † 1195), que igualmente era conde de Henao (1171-1195) y conde de Flandes (Balduino VIII, 1191-1194), sobrino del anterior, hijo de Balduino IV de Henao y de Alix de Namur; casó en 1169 con Margarita I de Flandes (1145 † 1194), condesa de Flandes, condesa de Alsacia, y de Sibila de Anjou.

En 1190 en la dieta de Schwäbisch Hall, el conde de Namur es erigido marqués sobre los condados de Hainaut, La Roche y Durbuy (además de Namur), pero la unidad de los cuatro condados dura solo hasta 1195.
- Felipe I de Namur (r. 1195 – 1212) , segundo hijo del anterior; casó (1206) con María de Francia (hacia 1198-1224), hija de Felipe II de Francia y de Inés (Agnès) de Méranie.
- Yolanda de Flandes (r.1212 – 1217), hermana de Felipe I, también emperatriz del Imperio Latino como Yolanda I, casó con Pedro II de Courtenay.

## Casa de Courtenay
- Felipe II de Namur (r. 1217 – 1226), (1195 † 1226), sobrino del anterior, hijo de Pedro II de Courtenay y de Yolanda de Hainaut (Henao).
- Enrique II de Namur (r. 1226 – 1229), (1206 † 1229), hijo del anterior.
- Margarita de Courtenay-Namur (r. 1229 – 1237), (1194 † 1270), hermana del anterior; casada (1217) en segundas nupcias con Enrique († 1252), conde de Vianden.
- Balduino II de Constantinopla (r. 1237 – 1256), hermano de Margarita; emperador del Imperio Latino como Balduino II (1217 † 1273); casó (1229) con María de Brienne (1225 † ap.1275)

En 1256, Enrique V de Luxemburgo toma por sorpresa el marquesado de Namur.

## Casa de Luxemburgo
- Enrique V de Luxemburgo (r. 1256 – 1265), nieto de Enrique IV de Luxemburgo, también Enrique III de Namur (1216 † 1281), conde de Luxemburgo y de Namur, nieto de Enrique I de Aveugle; casó en 1240 con Margarita de Bar (1220 † 1275).

En 1263, Balduino II queriendo financiar la defensa de Constantinopla vende sus derechos sobre el condado a Guido de Dampierre, hijo de Guillermo II de Dampierre. Este ataca inmediatamente a Enrique V de Luxemburgo para conquistar Namur. Finalmente, un tratado de paz reconcilia a los dos enemigos en 1264, y Enrique cede sus derechos sobre Namur a su hija Isabel de Luxemburgo, que casa con Guido de Dampierre. En 1263, Balduino II de Constantinopla conde de Namur, vende el condado a Guy de Dampierre, conde de Flandes, con lo que la propiedad pasa a la Casa de Dampierre.

## Casa de Dampierre
- 1263 - 1305: Guido de Flandes (r. 1265 – 1297), igualmente Conde de Flandes de 1278 a 1305. Casado con Matilda de Béthune († 1264) ; de este matrimonio son los condes de Flandes, después los duques de Valois-Borgoña, siendo el primero Felipe II de Borgoña ; en segundas nupcias casó con Isabel de Luxemburgo (1247-1298), hija de Enrique III de Luxemburgo y de Margarita de Bar. En 1298, Guido de Dampierre asocia a su hijo Juan I Namur al gobierno del condado de Namur.
- 1298 - 1330: Juan I de Namur (1267 † 1330), hijo del precedente y de Isabel de Luxemburgo; casado en 1307 con Margarita de Clermont (1289 † 1309), hija de Robert de Clermont (1256-1317), conde de Clermont, y de Beatriz de Borgoña (1257-1310), dama de Borbón; en segundas nupcias enlazó (1310) con María de Artois (1291 † 1365), hija de Felipe de Artois (1269-1298), señor de Conches, y de Blanca de Bretaña.
- Juan II de Namur (r. 1330 – 1335) (1311 † 1335), hijo de Juan I y de María de Artois.
- Guido II de Namur (r. 1335 – 1336), (1312 † 1336), segundo hijo de Juan I y de María de Artois.
- Felipe III de Namur (r. 1336 – 1337), (1319 † 1337), cuarto hijo de Juan I y de María de Artois.
- Guillermo I de Namur (r. 1337 – 1391), (1324 † 1391), quinto hijo de Juan I y de María de Artois; casó con Juana de Henao (1323 † 1350), condesa de Soissons, hija de Juan de Henao, señor de Beaumont, y de Margarita, condesa de Soissons; en segundas nupcias (1352) casó Catalina de Saboya († 1388), hija de Luis II de Saboya, barón de Vaud, y de Isabel de Châlon.
- Guillermo II de Namur (r. 1391 – 1418) (1345 † 1418), hijo del anterior y de Catalina de Saboya; casó (1384) con María de Bar, hija de Roberto I, duque de Bar y de María de Francia (1344-1404); en segundas nupcias casó (1393) con Juana de Harcourt (1372 † 1456), hija de Juan VI de Harcourt, conde de Harcourt, y de Catalina de Borbón.
- Juan III de Namur (r. 1418 – 1421; † 1429), hijo de Guillermo I y de Catalina de Saboya.

En 1421 los condes de Flandes venden el marquesado de Namur a Felipe III de Borgoña, duque de Valois-Borgoña.

## Casa de Valois-Borgoña
- 1405-1419: Juan I de Borgoña, o Juan Sin Miedo (1371-1419), hijo de Felipe el Atrevido, casó con Margarita de Baviera (1363-1423) con la que tuvo ocho hijos. Participó en la Guerra de los Cien Años como vasallo del rey de Francia, sufrió la derrota de Azincourt, se alió con los ingleses y terminó siendo asesinado nobles por franceses delante del delfín (el heredero del trono francés), Carlos. Le sucedió su hijo, Felipe III de Borgoña, IV de Namur.
- 1419-1467 - Felipe IV, o Felipe el Bueno (1396-1467), que se alió con Inglaterra y propició el tratado de Troyes que pasaba la Corona francesa a los herederos del rey inglés. Los acontecimientos y la intervención de Juana de Arco devolvieron la corona a los Valois. Juana fue capturada por las tropas de Felipe en 1430.
- 1467-1477 : Carlos I (1433-1477) que llevó a Borgoña al culmen de su poder. Casó con Catalina de Valois, sin descendencia; en segundas nupcias, casó con Isabel de Borbón (1436-1465).
- 1477-1482 : María I, hija de Carlos I, casó con Maximiliano de Habsburgo.

## Casa de Habsburgo
- 1493-1519 : Maximiliano I de Habsburgo, marido de, también emperador del Sacro Imperio Romano Germánico como Maximiliano I.
- 1519-1556 : Carlos II, emperador del Sacro Imperio como Carlos V.
- 1556-1598 : Felipe V, también rey de España como Felipe II.
- 1598-1621 : Isabel Clara Eugenia, hija de, casó con el archiduque Alberto de Austria (1559-1621).
- 1621-1665 : Felipe VI, medio hermano, también rey de España como Felipe IV.
- 1665-1700 : Carlos III, también rey de España como Carlos II.

## Ínterin (1700-1714)
- 1700-1711 : Felipe VII (1683-1746), bisnieto de Felipe VI de Namur, primer rey borbón de España.[2] Después de la batalla de Ramillies en mayo de 1706 Namur, excepto la capital, sufrió la ocupación de los ejércitos ingleses y holandeses durante la guerra de Sucesión Española (1701-1713). El feudo es reclamado por las casas de Habsburgo y Borbón.

- 1711-1713 : Maximiliano II Emanuel de Baviera (1662-1726). Por el Tratado de Baden de 1711 Felipe V cedió a Maximiliano de Baviera la soberanía de los Países Bajos españoles reducidos a Namur y el Ducado de Luxemburgo. En 1714, por el Tratado de Utrech, los Países Bajos Españoles, Namur incluido, son cedidos a los Habsburgos austriacos. Y por la Paz de Rastatt, Maximiliano recupera el Electorado de Baviera.

## Casa de Habsburgo
- 1714-1740 : Carlos IV (1685-1740), que fuera aspirante al trono de España y emperador de Alemania como Carlos VI.
- 1740-1780 : María II Teresa (1717-1780), hija de Carlos VI, casó con Francisco I, emperador de Alemania. Ocupación francesa entre septiembre de 1746 y febrero de 1749.
- 1780-1790 : José I (1741-1790), también emperador de Alemania como José II.

Cuando llega la Revolución Francesa y Francia se anexiona Namur en 1795, queda abolido el condado de Namur. Sin embargo, el título fue utilizado oficialmente por los descendientes de Leopoldo II (1747-1792) hasta el reinado de Carlos I de Austria (1887-1922).